# Серпокрилка букова
Серпокри́лка букова (Drepana cultraria) — вид метеликів родини серпокрилок (Drepanidae).

## Поширення
Вид поширений у Південній і Центральній Європі. Присутній у фауні України. Трапляється у вологих листяних та змішаних лісах, парках та садах, лісосмугах.

## Опис
Розмах крил 20-28 мм. Крила вохристо-жовті, з дуже широкою бурою перев'яззю посередині. Гусениця світло-бура, зі світло-рожевою плямою у вигляді сідла на спині.

## Спосіб життя
Є два покоління на рік. Імаго літають у травні-червні, потім знову з кінця липня до серпня. Активні вночі. Гусениці живляться листям бука. Стадія лялечки проходить у коконі між двома листками. Лялечка блискуча, бура, із синюватим напиленням.